# Mecanicul: Învierea
Mecanicul: Învierea este un film franco-american de suspans și acțiune regizat de Dennis Gansel. În distribuția filmului se află Jason Statham, Jessica Alba, Tommy Lee Jones și Michelle Yeoh, acesta fiind lansat pe 26 August 2016. Acțiunea reprezintă o continuare a cele din filmul din 2011 Mecanicul.

## Distribuție
- Jason Statham ca Arthur Bishop
- Jessica Alba ca Gina
- Tommy Lee Jones ca Max Adams
- Michelle Yeoh ca Mae
- Sam Hazeldine ca Crain
- Yayaying Rhatha Phongam Curier